# Весллі Пататі
Весллі Пататі (порт. Weslley Patati, нар. 1 жовтня 2003, Презіденті-Дутра) — бразильський футболіст, нападник ізраїльського клубу «Маккабі» (Тель-Авів). Виступав також за клуб «Сантус».

## Ігрова кар'єра
Весллі Пататі народився 2003 року в місті Презіденті-Дутра. Розпочав займатися футболом у юнацькій команді футбольного клубу «Атлетіко Мараньєнсе», пізніше прейшов до юнацької команди клубу «Сантус». У 2023 році футболіст розпочав грати за основну команду клубу «Сантус», в якій грав до 2024 року. з 2024 року бразильський нападник перейшов до ізраїльського клубу «Маккабі» (Тель-Авів). За сезон нападник зіграв за тель-авівську команду 29 матчів. у яких відзначився 12 забитими м'ячами.

## Титули і досягнення
- Володар Кубка Тото (1):

«Маккабі» (Тель-Авів): 2024–2025
- Чемпіон Ізраїлю (1):

«Маккабі» (Тель-Авів): 2024–2025